# Сірґувере
Сі́рґувере (ест. Sirguvere küla) — село в Естонії, у волості Сааре повіту Йиґевамаа.

## Населення
Чисельність населення на 31 грудня 2011 року становила 32 особи.

## Географія
Село розташоване на відстані приблизно 10 км на північний захід від Кяепи, волосного центру.
Через село проходить автошлях 112 (Сааре — Торма).